# Ana Istarú
Ana Istarú, seudónimo literario de Ana Soto Marín (San José, 3 de febrero de 1960), es una actriz y escritora costarricense que cultiva la poesía y la dramaturgia.

## Biografía
Gracias a su padre, Enrique Soto Borbón, ella ingresa en el mundo de las letras, y su madre —la economista y política liberacionista Matilde Marín Chinchilla de Soto (San José, 29 de junio de 1931-29 de septiembre de 1986), dos veces diputada (1966 y 1982) a la Asamblea Legislativa de Costa Rica— le inculca la pasión por el teatro. 
A los quince años publica su primer poemario, Palabra nueva, y aunque con el segundo, Poemas para un día cualquiera, obtiene un premio de la Editorial Costa Rica, es con el cuarto que le llega la auténtica fama literaria: La estación de fiebre. El libro —aparecido en 1983, dos años después de haberse diplomado en Artes Dramáticas en la Universidad de Costa Rica— obtuvo el premio organizado en 1982 por EDUCA y ha sido reeditado en España en 1991 (Visor) y 2011 (Torremozas). También fue publicado en Francia por La différence en edición bilingüe y con traducción de Gérard de Cortanze, que ha vertido al francés a Ernesto Cardenal, Roque Dalton, Juan Gelman y Vicente Huidobro. Protagonista de este canto erótico —además de la autora, naturalmente— es el pintor y profesor francés César Maurel (París, 1952), radicado en Costa Rica desde 1981, con quien Istarú se casó a principios de esa década (él es también autor de dos poemarios: Zapping, Ediciones Perro Azul, 2005 y Patio trasero, Editorial Germinal, 2012) y del que años más tarde se separaría.
Los críticos destacan que su poesía está cargada de erotismo —lo que ha dado pie a la polémica entre los lectores—, al tiempo que tiene perspectiva de género, es decir, que es muy femenina. En ella Istarú expresa sin ningún temor los sentimientos más profundos de la mujer. “Transido de alta temperatura erótica sostenida de principio a fin, se expresa en un vocabulario personal y estricto logrando así, en tan difícil tema, un armonía de expresión emotiva con un gobierno infalible de la forma”, dijo el jurado del Premio Latinoamericano EDUCA a propósito del citado libro galardonado. Juan Pablo quiere ser Autor.  
Las piezas de Istarú, siempre actuales, han sido montadas no solo en Costa Rica, sino también en otros países de América, Estados Unidos incluido, y Europa. Baste decir, por tomar solo una obra, que Hombres en escabeche, con su puesta en escena en Portugal, llegó en 2010 "a su trigésimo cuarto estreno profesional en el extranjero".
La directora María Bonilla, que, con el Teatro Universitario, escogió Madre nuestra que estás en la tierra para inaugurar la temporada 2010 en Costa Rica, señaló a propósito de esta pieza que trata de cuatro generaciones de mujeres que deben enfrentar el papel que sociedad les impone y el que se imponen ellas mismas: “Las mujeres tenemos que trabajar en la construcción de nuestra identidad, lejos de las convenciones sociales, de la educación represora que hemos recibido y de la mirada masculina, elementos todos que son importantes y hay que tomar en cuenta, pero que no son los que deben definirnos”. E Istarú comenta: “La obra la concebí después de hacer una reflexión sobre como las familias se van reiterando de generación en generación, y que muchas veces las mismas mujeres éramos transmisoras de valores sexistas que obedecían en su concepción a un orden social patriarcal”.
El repertorio de Istarú como actriz de teatro incluye papeles protagónicos en obras clásicas y contemporáneas. Ha incursionado en el cine, desempeñando papeles en películas costarricenses y teleseries (por ejemplo, en Eso que llaman hogar) y también coescribiendo con el director Esteban Ramírez el guion de Caribe, película protagonizada por el cubano Jorge Perugorría y premiada en los festivales.
Su obra, tanto poética como dramática, y su trabajo de actriz han sido merecedores de varios premios. Antologías americanas y europeas han seleccionado sus poemas, que también han sido traducidos a diversos idiomas, como el alemán, francés, holandés, inglés e italiano. 
A partir de 2002, Istarú escribe columnas de opinión, primero en el semanario El Financiero y después en la revista dominical Proa de La Nación. Sobre ellas, que en 2010 reunió en el libro 101 artículos, dice: «Mi estilo de escritura no busca la objetividad, es escandalosamente subjetivo con el afán de seducir al lector con juegos de palabras, ritmos, pero, sobre todo, con ideas».

## Premios
- Premio Joven Creación 1976 (Editorial Costa Rica)[15] por Poemas para un día cualquiera
- Premio Latinoamericano EDUCA 1982 por La estación de fiebre[15]
- Premio Nacional 1990 a la actriz debutante
- Beca Guggenheim (1990)[15]
- Premio María Teresa León 1995 para Autoras Dramáticas por Baby Boom en el paraíso (Asociación de Directores de Escena de España)[15]
- Premio Nacional 1996 a la mejor actriz protagonista por su trabajo en Baby Boom en el paraíso
- Premio Hermanos Machado de Teatro 1999 por Hombres en escabeche (Sevilla)[15]
- Premio Ancora de Teatro 1999-2000
- Premio Nacional de Dramaturgia 2005 por su monólogo en un acto La loca[15]
- Premio Nacional 2014 a la mejor actriz protagónica por su actuación en Virus[17]

## Obras
- Palabra nueva, poesía, Imprenta Trejos, Costa Rica, 1975
- Poemas para un día cualquiera, Editorial Costa Rica, 1977
- Poemas abiertos y otros amaneceres, Editorial Costa Rica, 1980
- La estación de fiebre, poesía, Editorial Universitaria Centroamericana, San José, 1983 (reeditado por Ediciones Torremozas, Madrid, 2011, con presentación de Carmen Naranjo[18])
- El vuelo de la grulla, teatro, 1984
- La muerte y otros efímeros agravios, poesía, Editorial Costa Rica, 1988
- La estación de fiebre y otros amaneceres, Visor Libros, Madrid, 1991
- Verbo madre, poesía, Editorial Mujeres, Costa Rica, 1995
- Madre nuestra que estás en la tierra, teatro, 1996
- Baby Boom en el paraíso, teatro (monólogo que aborda el tema del embarazo contado desde la perspectiva de Ariana, protagonista de su propia historia), Madrid: Publicaciones de la ADE, 1996, Serie: Literatura Dramática Iberoamericana, Nº15, 1996[19]
- Hombres en escabeche, teatro, 2000 (publicado en 2001 por el Ayuntamiento de Sevilla, Área de Cultura y fiestas mayores. Colección Compás, 19, 2001)
- Sexus benedictus, teatro, 2004
- Caribe, guion de película homónima, 2004;[20] coescrita con el director costarricense Esteban Ramírez
- La loca, teatro (monólogo), 2005
- Poesía escogida, Editorial Costa Rica, 2007
- La cuna, teatro (monólogo), 2008[21]
- Baby Boom en el Paraíso / Hombres en escabeche, teatro, Editorial Costa Rica, 2011
- 101 artículos, 2010, recopilación de columnas publicadas en el semanario El Financiero y Proa, la revista dominical de La Nación entre 2002 y 2009[16]
- Poesía escogida. Nueva edición, Editorial Costa Rica, 2011